# Trevor Lummis
Trevor Lummis, né le 25 août 1930 à Bulphan dans l'Essex et mort le 23 septembre 2013 à Bédarieux en France, est un historien, sociologue et auteur britannique, membre honoraire du Département de sociologie de l'Université d'Essex. Il est spécialisé dans l'histoire sociale et orale au cours des XIXe et XXe siècles.

## Biographie
Il quitte l'école à 14 ans pour travailler pendant dix ans dans la marine marchande. Dans les années 1960, il devient constructeur et intègre plusieurs groupes de travail internationaux, dont en France, souvent auprès d'étudiants bénévoles.
Désireux de reprendre des études, il entre  au Newbattle Abbey College, bâti sur l'emplacement de l'Abbaye de Newbattle, puis à l'université d'Édimbourg d'où il sort diplômé en histoire. Il rencontre sa future femme, Sandra, à Newbattle et l'épouse en 1971. Il effectue une maîtrise de sociologie à l'université de l'Essex en 1973, avant d'être nommé chercheur au Département de sociologie de l'université, puis membre honoraire.
Son questionnement sur la méthodologie de la recherche et de l'écriture historiques, le conduit à s'attacher à « l'authenticité des preuves ».   
. Convaincu de la nécessité d'inclure les perceptions, les croyances et les actions de gens ordinaires dans l'analyse historique, il se pose en partisan d'une étude sociologique de l'Histoire, qui s'appuie notamment sur les témoignages oraux, dont l'étude lui paraît négligée.
Auteur de nombreux ouvrages littéraires, Lummis écrit notamment Pacific Paradises en 2005, racontant la découverte de Tahiti et de Hawaï, en s'appuyant sur des manuscrits, des journaux de bord et des sources publiées.
Il meurt le 23 septembre 2013 à Bédarieux dans l'Hérault en France, âgé de 83 ans.

## Publications

### Livres
- Pacific Paradises: The Discovery of Tahiti and Hawaii, Sutton Publishing, Stroud. 2005.
- Pitcairn Island: Life and Death in Eden, Ashgate, London. 1997.
- Rééditions :
  - Life and Death in Eden:Pitcairn Island and the Bounty mutineers. Victor Gollancz, London. 1999.
  - Life and Death in Eden:Pitcairn Island and the Bounty mutineers. Orion Books, Phoenix Paperback, London. 2000.
- Life and Death in Eden: Pitcairn Island and the Bounty mutineers. Victor Gollancz. London. 1999.
- Life and Death in Eden: Pitcairn Island and the Bounty mutineers. Orion Books, Phoenix Paperback. London. 2000.
- Traductions :
  - Italien. L’Ultimo uomo del Bounty. Piemme. 2000.
  - Néerlandais. Leven en dood in het paradijs. Uitgeverij Atlas. 2001.
- The Labour Aristocracy 1851-1914. Scholar Press. 1994.
- The Woman's Domain. Co-author Jan Marsh. Viking/National Trust. 1990.
- Listening to History: the authenticity of oral evidence, Hutchinson. 1987; also Barnes and Noble Books. New Jersey. USA, 1988.
- Occupation and Society: the East Anglian fishermen 1880-1914, Cambridge University Press. 1985.
- Living the Fishing. With Paul Thompson and Tony Wailey. Routledge and Kegan Paul. 1983.

### Articles
- Structure and Validity in Oral Evidence, The Oral History Reader (eds) Robert Perks and Alistair Thomson, Routledge. 1998
- Oral History Reprinted in Folklore, Cultural Performances, and Popular Entertainments, Richard Bauman (ed.), Oxford University Press, 1992.
- Oral History, International Encyclopaedia of Communications, Erik Barnouw (ed.), Oxford University Press, 1986.
- Contributor to the Open University's East Anglian Studies Resource Pack, and presenter of the Oral History Cassette which is part of it. 1984
- The Historical Dimension of Fatherhood: a case study 1890-1914, in L. McKee and M. O'Brien (eds), The Father Figure, Tavistock, 1982
- Structure and Validity in Oral Evidence, International Journal of Oral History, June, 1981, U.S.A.
- The Class Perceptions of East Anglian Fishermen: an historical dimension through oral evidence, British Journal of Sociology, March, 1979
- Historical Data and the Social Sciences, Open University Cassettes, D301.06 to D301.11, 1974.
- Charles Booth: Social Scientist or Moralist?, Economic History Review, February, 1971.

## Distinctions
- 1982-1986 : trésorier honoraire de l'Oral History Society
- 1984 -1986 : membre honoraire du département de sociologie de l'université de l'Essex